# Dolf van der Voort van Zijp
Adolf Dirk Coenraad (Dolf) van der Voort van Zijp (ur. 1 września 1892 w Klambir Lima Kampung, zm. 8 marca 1978 w Monako) – holenderski jeździec sportowy. Trzykrotny złoty medalista olimpijski. 
Sukcesy odnosił we Wszechstronnym Konkursie Konia Wierzchowego. Brał udział w dwóch igrzyskach (IO 24, IO 28), na obu zdobywał medale. Dwukrotnie triumfował w drużynie, a w 1924 dodatkowo zwyciężył w konkursie indywidualnym. Cztery lata później zajął czwarte miejsce.
Urodził się na Sumatrze, w czasach gdy wyspa była kolonią holenderską. Brał udział w II wojnie światowej.